# Hymenophyllum herzogii
Hymenophyllum herzogii là một loài dương xỉ trong họ Hymenophyllaceae. Loài này được Rosenst. mô tả khoa học đầu tiên năm 1913.